# رولاند إتيان
رولاند إتيان (بالفرنسية: Roland Étienne)‏ هو عالم آثار ومؤرخ فرنسي، ولد في 18 أبريل 1944.